# Pterotricha quagga
Pterotricha quagga är en spindelart som först beskrevs av Pietro Pavesi 1884.  Pterotricha quagga ingår i släktet Pterotricha och familjen plattbuksspindlar.
Artens utbredningsområde är Etiopien. Inga underarter finns listade i Catalogue of Life.